# Saad Al-Zahrani
Saad Al-Zahrani (1º luglio 1980) è un ex calciatore saudita, di ruolo centrocampista.

## Carriera

### Club
Ha giocato per tutta la carriera nel campionato saudita.

### Nazionale
Con la maglia della Nazionale ha preso parte alla Coppa d'Asia nel 2004.